# Thousand Foot Krutch
Thousand Foot Krutch (TFK) ist eine kanadische Rockband aus Peterborough, Ontario.

## Geschichte
Trevor McNevan gründete die Band in Peterborough (Ontario), als er noch zur Schule ging. Joel Bruyere, der seit seiner Kindheit mit McNevan befreundet ist, bekam die Position als Bassist in der Band. Der Schlagzeuger Steve Augustine aus Hamilton stieß zu den beiden.
Ihr erstes Album That’s What People Do wurde in Eigenregie veröffentlicht und vertrieben. 2001 folgte die erste und einzige Veröffentlichung auf DJD Recordings Set It Off. Während der Sound der Band später rockiger und eigenständiger wurde, zeichnet sich dieses Album noch durch Limp-Bizkit-artigen Nu Metal mit massivem Hip-Hop- bzw. Rap-Anteil aus.
2003 unterschrieb die Band bei Tooth & Nail Records. Dort brachten sie ihre Alben Phenomenon, The Art of Breaking und The Flame in All of Us heraus. Im Jahr 2004 folgte ebenfalls auf Tooth & Nail die erneute Veröffentlichung von Set It Off in überarbeiteter Form. 2009 folgte das Album Welcome to the Masquerade.
Seit Februar 2010 ersetzt Ty Dietzler Nick Baumhardt als Gitarristen. Am 28. Mai wurde vor 14000 Zuschauern in Edmonton ein Konzert aufgenommen, welches am 7. Juni 2011 als Live-DVD veröffentlicht wurde.
Im September 2010 steuerten sie einen Song zum Album Happy Christmas Vol. 5 von Tooth & Nail bei.

## Diskografie

### Studioalben
| Jahr | Titel                     | Höchstplatzierung, Gesamtwochen, AuszeichnungChartplatzierungen (Jahr, Titel, Platzierungen, Wochen, Auszeichnungen, Anmerkungen) | Höchstplatzierung, Gesamtwochen, AuszeichnungChartplatzierungen (Jahr, Titel, Platzierungen, Wochen, Auszeichnungen, Anmerkungen) | Anmerkungen                              |
| Jahr | Titel                     | US | Christ | Anmerkungen                              |
| ---- | ------------------------- | --- | --- | ---------------------------------------- |
| 1995 | Shutterbug                | — | — | Erstveröffentlichung: 1995               |
| 1997 | That’s What People Do     | — | — | Erstveröffentlichung: 29. Juli 1997      |
| 2001 | Set It Off                | — | Christ40 (1 Wo.)Christ | Erstveröffentlichung: 27. März 2001      |
| 2003 | Phenomenon                | — | Christ15 (21 Wo.)Christ | Erstveröffentlichung: 30. September 2003 |
| 2005 | The Art of Breaking       | US67 (3 Wo.)US | Christ2 (35 Wo.)Christ | Erstveröffentlichung: 19. Juli 2005      |
| 2007 | The Flame in All of Us    | US58 (3 Wo.)US | Christ2 (30 Wo.)Christ | Erstveröffentlichung: 18. September 2007 |
| 2009 | Welcome to the Masquerade | US35 (4 Wo.)US | Christ2 (50 Wo.)Christ | Erstveröffentlichung: 8. September 2009  |
| 2012 | The End Is Where We Begin | US14 (6 Wo.)US | Christ1 (75 Wo.)Christ | Erstveröffentlichung: 17. April 2012     |
| 2014 | Oxygen: Inhale            | US11 (3 Wo.)US | Christ1 (20 Wo.)Christ | Erstveröffentlichung: 26. August 2014    |
| 2016 | Exhale                    | US34 (1 Wo.)US | Christ1 (22 Wo.)Christ | Erstveröffentlichung: 17. Juni 2016      |

### Livealben
| Jahr | Titel                  | Höchstplatzierung, Gesamtwochen, AuszeichnungChartsChartplatzierungen (Jahr, Titel, Platzierungen, Wochen, Auszeichnungen, Anmerkungen) | Anmerkungen                              |
| Jahr | Titel                  | Christ | Anmerkungen                              |
| ---- | ---------------------- | --- | ---------------------------------------- |
| 2001 | Live at the Masquerade | Christ18 (2 Wo.)Christ | Erstveröffentlichung: 7. Juni 2001       |
| 2017 | Untraveled Roads       | Christ28 (1 Wo.)Christ | Erstveröffentlichung: 15. September 2017 |

### Kompilationen
- 2009: Deja Vu: The TFK Anthology
- 2013: Made in Canada: The 1998-2010 Collection
- 2014: Thousand Foot Krutch: The Ultimate Collection

### EPs
| Jahr | Titel                                 | Höchstplatzierung, Gesamtwochen, AuszeichnungChartsChartplatzierungen (Jahr, Titel, Platzierungen, Wochen, Auszeichnungen, Anmerkungen) | Anmerkungen                            |
| Jahr | Titel                                 | Christ | Anmerkungen                            |
| ---- | ------------------------------------- | --- | -------------------------------------- |
| 2012 | Metamorphosiz: The End Remixes Vol. 1 | Christ18 (1 Wo.)Christ | Erstveröffentlichung: 4. Dezember 2012 |
| 2013 | Metamorphosiz: The End Remixes Vol. 2 | Christ16 (1 Wo.)Christ | Erstveröffentlichung: 2. Juli 2013     |

Weitere EPs
- 2012: TFK Remixes EP
- 2013: Metamorphosiz: The End Remixes Vol. 1 & 2
- 2017: Winter Jam EP

### Singles
| Jahr | Titel Album                              | Höchstplatzierung, Gesamtwochen, AuszeichnungChartsChartplatzierungen (Jahr, Titel, Album, Platzierungen, Wochen, Auszeichnungen, Anmerkungen) | Anmerkungen |
| Jahr | Titel Album                              | Christ | Anmerkungen |
| ---- | ---------------------------------------- | --- | ----------- |
| 2006 | Breathe You In The Art of Breaking       | Christ15 (18 Wo.)Christ |             |
| 2007 | What Do We Know The Flame in All of Us   | Christ27 (10 Wo.)Christ |             |
| 2009 | Forward Motion Welcome to the Masquerade | Christ44 (6 Wo.)Christ |             |
| 2010 | Already Home Welcome to the Masquerade   | Christ35 (21 Wo.)Christ |             |
| 2012 | Be Somebody The End Is Where We Begin    | Christ35 (20 Wo.)Christ |             |
| 2012 | So Far Gone The End Is Where We Begin    | Christ37 (20 Wo.)Christ |             |
| 2014 | Born This Way Oxygen: Inhale             | Christ26 (7 Wo.)Christ |             |
| 2014 | Untraveled Road Oxygen: Inhale           | Christ23 (22 Wo.)Christ |             |
| 2016 | Running With Giants Exhale               | Christ24 (2 Wo.)Christ |             |
| 2016 | Incomplete Exhale                        | Christ34 (1 Wo.)Christ |             |

Weitere Singles
- 1995: Lift It
- 1997: Brother John
- 1999: Small Town
- 2001: Set It Off
- 2003: Rhime Animal
- 2003: Puppet
- 2003: Superfly
- 2003: Unbelievable (Coverversion des Liedes von EMF)
- 2004: Phenomenon
- 2004: Rawkfist
- 2004: Bounce
- 2004: This Is a Call
- 2005: Absolute
- 2005: Move
- 2006: The Art of Breaking
- 2007: Falls Apart
- 2008: The Flame In All of Us
- 2008: Favourite Disease
- 2009: Bring Me to Life
- 2009: Fire It Up
- 2010: E for Extinction
- 2010: Look Away
- 2011: Shook
- 2012: War of Change (US: Gold)[2]
- 2012: Let the Sparks Fly
- 2012: Courtesy Call (US: Platin)
- 2013: Light Up the Sky
- 2015: In My Room
- 2015: Born Again
- 2016: Give Up the Ghost
- 2016: Push
- 2016: Adrenaline
- 2016: Lifeline